# وارن هستینگز
وارن هستینگز (انگلیسی: Warren Hastings; ۶ دسامبر ۱۷۳۲ – ۲۲ اوت ۱۸۱۸) اولین فرماندار فورت ویلیام (بنگال) پس از مصوبه ۱۷۷۳ مجلس بریتانیا بود، وی این پست را از سال ۱۷۷۳ تا ۱۷۸۵ در اختیار داشت. هستینگز در سال ۱۷۸۷ به فساد متهم شد واستیضاح شد، اما پس از یک محاکمه طولانی او در سال ۱۷۹۵ تبرئه شد.

## نگارخانه

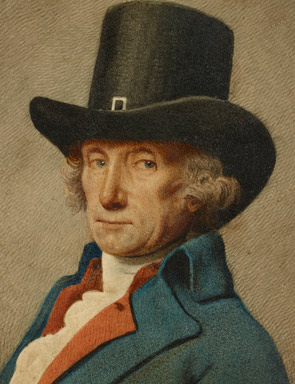
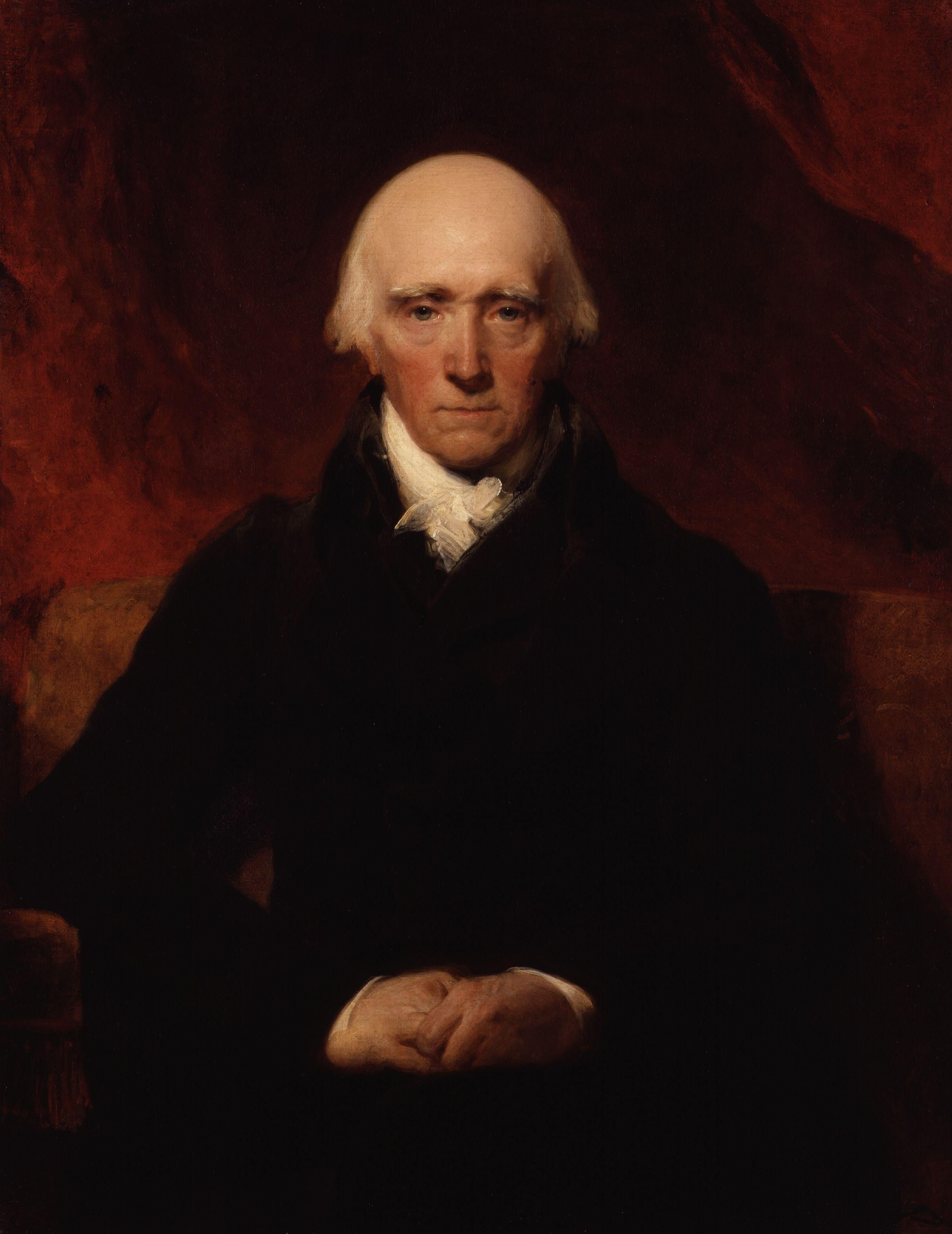
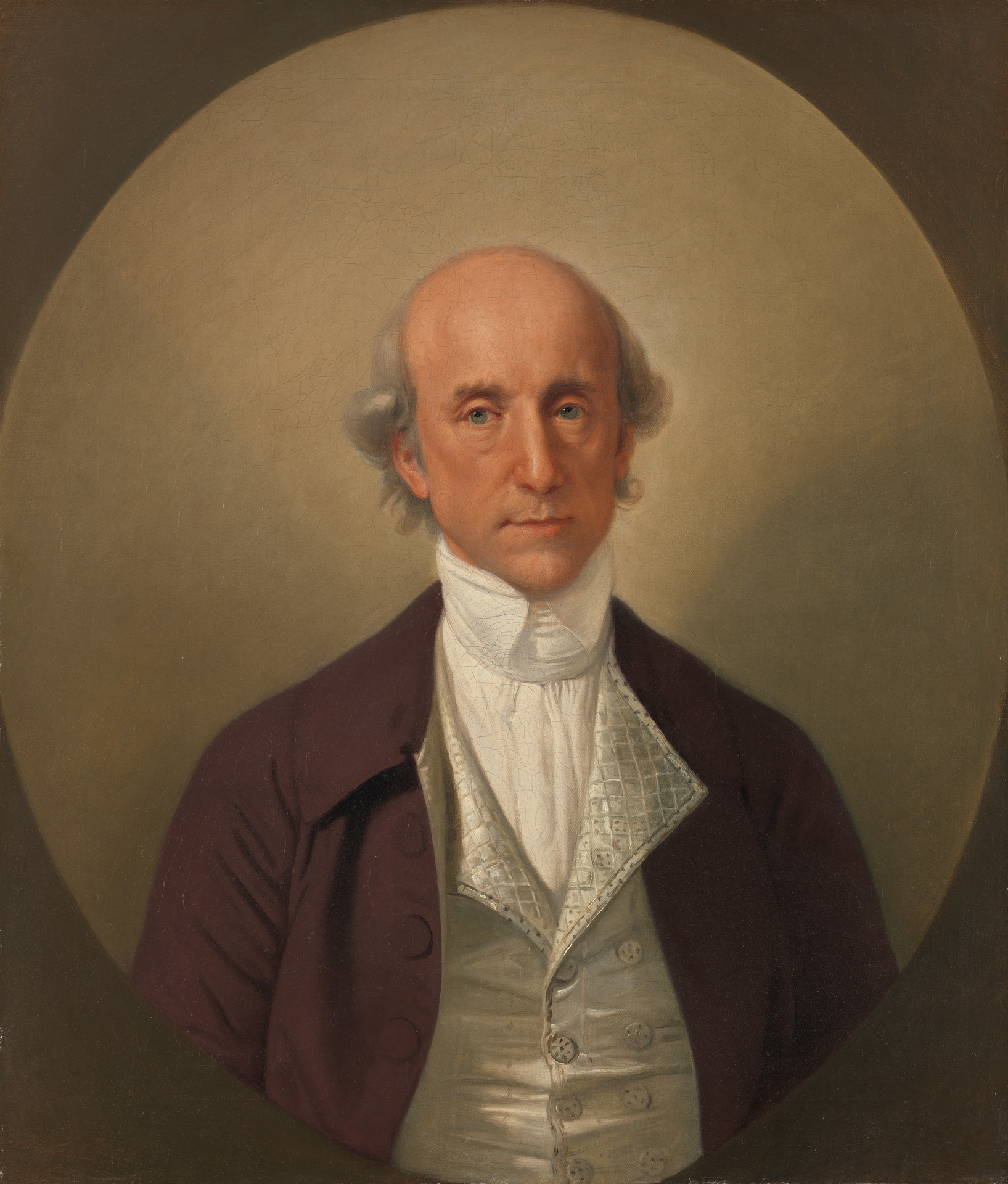